# پوجا باترا
پوجا باترا (به انگلیسی: Pooja Batra) (زاده ۲۷ اکتبر ۱۹۷۴) بازیگر، مدل هندی است.
از فیلم‌هایی که وی در آن نقش داشته‌است می‌توان به یه وقت عاشق نشی اشاره کرد.

## فیلم‌شناسی
فهرست برخی از فیلم‌هایی که پوجا باترا در آن‌ها به ایفای نقش پرداخته‌است:
| سال         | نام فیلم                     | نقش             | بازیگرنقش‌مقابل        | جوایزوافتخارات                                                                                   |
| ----------- | ---------------------------- | --------------- | --------------------- | ------------------------------------------------------------------------------------------------ |
| ۱۹۹۵        | Aasai                        | بازیگر مهمان    |                       |                                                                                                  |
| ۱۹۹۵        | Sisindri                     | خودش            |                       |                                                                                                  |
| ۱۹۹۷        | ویشواودهاتا                  | پونام           | جکی شروف              |                                                                                                  |
|             | وراثت                        | آنیتا           | آنیل کاپور            | نامزد جایزه فیلم فیر برای بهترین چهره جدید - نامزد جایزه فیلم فیر برای بهترین بازیگر نقش مکمل زن |
| برادر       | پوجا                         | سونیل شتی       |                       |                                                                                                  |
| چاندرا لکها | لخا                          | موهن لال        |                       |                                                                                                  |
| ۱۹۹۸        | Saazish                      | راچیل           | میتون چاکرابورتی      |                                                                                                  |
| ۱۹۹۸        | Sham Ghansham                | روپا            | ارباز خان             |                                                                                                  |
| ۱۹۹۸        | Greeku Veerudu               | سریشا           |                       |                                                                                                  |
| ۱۹۹۹        | Megham                       | سواتی           |                       |                                                                                                  |
| ۱۹۹۹        | Oruvan                       | کالپانا         |                       |                                                                                                  |
| ۱۹۹۹        | خانم خوشگله قبول می‌کنه       | پوجا ورما       | سانجی دات گوویندا     |                                                                                                  |
| ۲۰۰۰        | یه وقت عاشق نشی              | مونا            | سلمان خان موهنیش باهل |                                                                                                  |
| ۲۰۰۰        | من دیده‌ام، دیده‌ام            | ناندینی ورما    | بازیگر مهمان          |                                                                                                  |
| ۲۰۰۰        | Daivathinte Makan            | سونیا           |                       |                                                                                                  |
| ۲۰۰۰        | Bas Yaari Rakho              | پراتیبا         |                       |                                                                                                  |
| ۲۰۰۱        | کمی ترش، کمی شیرین           | ساویتری         | سونیل شتی             |                                                                                                  |
| ۲۰۰۱        | اتفاق                        | روشنی           | سونیل شتی             |                                                                                                  |
| ۲۰۰۱        | نایاک                        | لیلا            | آنیل کاپور            |                                                                                                  |
| ۲۰۰۱        | دل دوباره به یاد آورد        | سونیا چوپرا     | گوویندا               |                                                                                                  |
| ۲۰۰۱        | جودی شماره ۱                 | خودش            | بازیگر مهمان          |                                                                                                  |
| ۲۰۰۱        | وظیفه                        | خودش            | بازیگر مهمان          |                                                                                                  |
| ۲۰۰۳        | پروانه                       | همکار پروانه    | اجی دیوگن             |                                                                                                  |
| ۲۰۰۳        | تلاش                         | کامینی          | آکشی کومار            |                                                                                                  |
| ۲۰۰۵        | تاج محل                      | ملکه نور جهان   | ارباز خان             |                                                                                                  |
| ۲۰۱۱        | Hum Tum Shabana              | پوجا            |                       |                                                                                                  |
| ۲۰۱۵        | ای‌بی‌سی‌دی ۲                   | پوجا کولی       | حضور افتخاری          |                                                                                                  |
| ۲۰۱۶        | قاتل پنجابی (Killer Punjabi) | ریتا وایلا      | گلشن گروور            |                                                                                                  |
| ۲۰۱۷        | Mirror Game                  | دکتر سونالی روی |                       |                                                                                                  |
| ۲۰۲۱        | Squad                        | ناندینی راجپوت  |                       |                                                                                                  |